# Jean Oberlé
Jean Oberlé (n. 13 ianuarie 1900, Brest, Franța – d. 2 martie 1961, Paris, Franța) a fost un pictor și ilustrator francez.

## Biografie
Jean Oberlé a ilustrat peste douăzeci de cărți contemporane și a lucrat pentru diverse ziare sau reviste pariziene, inclusiv Le Crapouillot, realizând lucrări importante.
El a frecventat cercul artistic din Montparnasse în anii 1920 (Portrait par Jules Pascin, 1924), cunoscându-i pe mulți artiști ai acelei perioade. O prietenie profundă l-a legat de Max Jacob, căruia i-a pictat portretul de mai multe ori.
A obținut premiul Blumenthal în 1934.
În 1940 se afla la Broadcasting House, împreună cu Jean Marin și Paul Gordeaux, atunci când generalul de Gaulle a rostit în prezența lor apelul din 18 iunie. În timpul celui de-al Doilea Război Mondial, a fost unul dintre animatorii echipei France libre de la Radio Londra. A creat mai multe sloganuri, printre care celebrul: 
{{Citat|Radio Paris minte, Radio Paris minte, Radio Paris este german.
Ilustrator plin de fantezie și de aluzii subtile, el a fost o personalitate interesantă a perioadei postbelice.
El a fost partenerul de viață al parfumierei Germaine Cellier (ea a locuit în apartamentul lui din rue de Lille nr. 19).
Încă de la primul număr apărut pe 17 noiembrie 1945, a făcut parte din comitetul de redacție al săptămânalului Bref, creat de echipa franceză a BBC, reconstituită cu această ocazie. Fotografia lui, împreună cu cea a altor colaboratori, apare pe coperta din spate a primelor trei numere. A colaborat, de asemenea, atât ca ilustrator, cât și ca jurnalist.

## Lucrări

### Publicații
- Images anglaises, ou l'Angleterre occupée, Hachette, 1942;
- Jean Oberlé vous parle…, souvenirs de cinq années à Londres, cu șapte desene ale autorului, La Jeune Parque, 1945;
- Jean Dorville, Éditions Galerie Lucy Krohg, 1946;
- Pages choisies de Pierre Bourdan, introducere de Jean Oberlé, Magnard, 1951;
- Utrillo Montmartre, Hazan, 1956;
- La vie d'artiste (souvenirs), ilustrații ale autorului, Denoel, 1956.

### Cărți ilustrate
- Renée Dunan, Le Prix Lacombyne, Éditions Mornay, 1924;
- Maurice Dekobra, Les Nuits de Walpurgis, cu 12 acvaforte, Éditions Baudinière, 1926;
- René Boylesve, La Touraine, frontispiciu, Éditions Emile-Paul Frères, Portrait de la France n°4, 1926;
- Paul de Kock, La Pucelle de Belleville, MP. Trémois, Paris, 1927;
- Pierre Veber, Amour, amour,…, Les arts et le livre, 1928;
- Jean Galtier-Boissière, La Vie de garçon, cu opt acvaforte și ilustrații, Mornay, 1929;
- Jean Galtier-Boissière, La Belle Amour, Librairie Gund, 1945;
- Marcel Aymé, Traversée de Paris, ilustrații, Édition de la galerie Charpentier, Paris, 1946;
- Roger Vercel, Le Capitaine Conan, Monte-Carlo, Éditions du Livre, 1946;
- Georges Courteline, Les Linottes, Nouvelle Librairie de France, 1948;
- Vanity Fair, iunie 1932, copertă cu ilustrația lui Paul von Hindenburg.
- Coperte ale unor numeroase numere ale revistei Bref :
  - nr. 1 : Gaston Palewsky având în spate umbra generalului de Gaulle
  - nr. 3 : Maurice Schumann
  - nr. 4 : Diana and Duff Cooper, titlu în engleză, p. 2
  - nr. 8 : Generalul Lattre de Tassigny
  - nr. 29, 1 iunie 1946 : François Mauriac costumat în Don Quijote, călărind o cocotă inscripționată Figaro, lângă Georges Duhamel costumat în Sancho Panza

### Teatru
Costume și decoruri
- 1945: Tartuffe de Molière, regia Marcel Herrand, Paris, théâtre des Mathurins

## Lucrări în colecții publice
În Belgia
- Bruxelles, Ambasada Franței, depozitat la reprezentanța Franței la Uniunea Europeană: Marine, ulei pe pânză

În Franța
- Musée des beaux-arts de Bordeaux: Portrait du général de Montsabert, ulei pe pânză
- Musée des beaux-arts de Nantes: Le Port de Saint-Guénolé, ulei pe isorel
- Musée des beaux-arts d'Orléans: Max Jacob, ulei pe pânză
- Paris, hôtel de Matignon: La Martiniquaise, 1949, ulei pe pânză
- Paris, Musée de l'Armée: Général Juin, 1970, ulei pe pânză
- Paris, Muzeul de istorie contemporană: fond de treizeci de desene, inclusiv portrete ale unor personalități celebre
- Musée des beaux-arts de Quimper:
  - Marine en Bretagne, ulei pe isorel
  - Portrait de Max Jacob, cerneală pe hârtie

### Articole înBref
- Note încadrate cu numele și prenumele său în numerele 1, 2, 8 ; intitulate apoi « Ceci dit », în numerele 4, 13, 11, 14, 15, 17, 18, 20, 26, 27, 29.
- Articole: « l'Assemblée Constituante » (n° 3), « Le procès de Nuremberg » (n° 6 et 7), « Alsace-Lorraine » (n° 13), « La marine française est-elle toujours vichyste ? » (n° 22), « Les derniers jours de la Constituante » (n° 25).

## Omagii
În anul 2000 o stradă din Paris (rue Jean Oberlé din arondismentul 19) a primit numele lui.